# Iniö
Iniö là một đô thị của Phần Lan.
Vị trí ở tỉnh của Tây Phần Lan (Länsi-Suomen lääni) thuộc vùng Tây Nam Phần Lan. Đô thị này có dân số 253 người (thời điểm ngày 31 tháng 12 năm 2004)và diện tích 63,86 km² (trừ phần mặt biển) trong đó có 0,17 km² là mặt nước nội địa. Mật độ dân số là 3,97 người trên mỗi km².
Đô thị này sử dụng hai ngôn ngữ với đa số dùng tiếng Thụy Điển và thiểu số sử dụng tiếng Phần Lan.